# Catoxyethira iloui
Catoxyethira iloui is een schietmot uit de familie Hydroptilidae. De soort komt voor in het Afrotropisch gebied.